# Chorizagrotis introferens
Chorizagrotis introferens là một loài bướm đêm trong họ Noctuidae.